# 單毛羽蘚
單毛羽蘚（学名：Thuidium minutulum）为羽蘚科羽蘚屬下的一个种。

## 扩展阅读
- 維基物種上的相關：單毛羽蘚